# Hyadina irrorata
Hyadina irrorata är en tvåvingeart som beskrevs av Tonnoir och Malloch 1926. Hyadina irrorata ingår i släktet Hyadina och familjen vattenflugor. Inga underarter finns listade i Catalogue of Life.